# بارني كوتن
بارني كوتن (بالإنجليزية: Barney Cotton)‏ هو لاعب كرة قدم أمريكية أمريكي، ولد في 30 سبتمبر 1956 في أوماها في الولايات المتحدة.

## وصلات خارجية
- بارني كوتن على موقع مرجع كرة القدم المحترفة.كوم (الإنجليزية)